# Wald-Labkraut
Das Gewöhnliche Wald-Labkraut (Galium sylvaticum) ist eine Pflanzenart aus der Familie der Rötegewächse (Rubiaceae).

## Beschreibung
Das Wald-Labkraut ist eine sommergrüne, ausdauernde krautige Pflanze, die Wuchshöhen zwischen 50 und 100 (selten bis 140) Zentimeter erreicht. Der aufrechte, locker verzweigte, glatte, runde Stängel besitzt bisweilen vier undeutliche Längsrippen. Die mittleren, länglich-lanzettlichen Laubblätter sind zu sechs bis acht in einem Quirl angeordnet. Die bläulich bereiften, unterseits graugrünen Blätter sind etwa 2 bis 4 cm lang und 3 bis 10 mm breit.
Der rispige Gesamtblütenstand ist locker, ausgebreitet und verzweigt. Die Blütezeit der kleinen, weißen Blüten reicht von Juli bis August. Die Blütenknospen sind oft nickend. Die Spaltfrüchte sind glatt und klein-kugelig.
Die Chromosomenzahl beträgt 2n = 22.

## Ökologie
Das Wald-Labkraut ist ein Rhizom-Geophyt oder ein Hemikryptophyt. Sie wurzelt bis 50 Zentimeter tief.
Blütenbiologisch handelt es sich um vormännliche, „Nektar führende Scheibenblumen“. Bestäuber sind Fliegen und Käfer; auch spontane Selbstbestäubung ist möglich.
Es findet Ausbreitung durch Ameisen und wahrscheinlich auch Zufallsausbreitung durch Rehe usw. statt. Sie werden wohl auch als Rollfrüchte vom Regen ausgeschwemmt. Die Fruchtreife reicht von August bis Oktober.

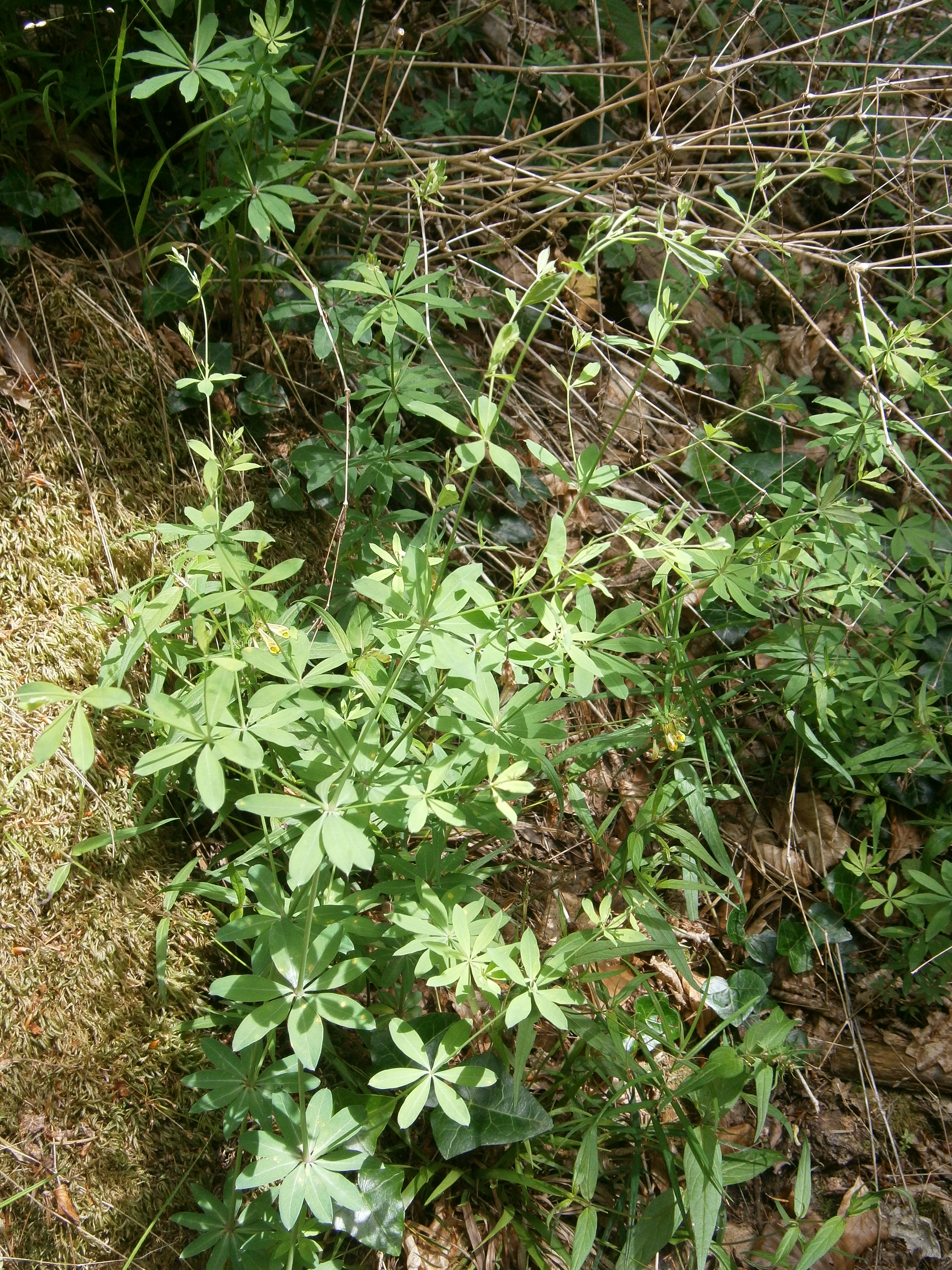
Wald-Labkraut (Galium sylvaticum)

## Vorkommen
Das Wald-Labkraut ist in Süd- und Mitteleuropa bis zur Türkei verbreitet und von den Tieflagen bis in die mittleren Gebirgslagen zu finden. Sein Areal ist auf Europa beschränkt. In den Allgäuer Alpen steigt es in Bayern am Zirmgrat bis zu einer Höhenlage von 1289 Metern auf.
Es wächst in Laubwäldern und ist Charakterart des Galio-Carpinetum aus dem Carpinion-Verband. Es kommt aber auch in Gesellschaften des Verbands Potentillo-Quercion petraeae, der Ordnungen Prunetalia und Origanetalia und im Carici-Fagetum und Aceri-Tilietum vor.

## Systematik
Man kann folgende Unterarten unterscheiden:
- Galium sylvaticum subsp. laconicum (Boiss. & Heldr.) Stoj. & Stef. (Syn.: Galium laconicum Boiss. & Heldr.): Sie kommt in Serbien, Bulgarien, Griechenland und in der Türkei vor.[4]
- Galium sylvaticum subsp. sylvaticum.

## Verwendung
Es ist eine alte Heilpflanze und wurde früher zur Käseherstellung verwendet, weil es im Blattgewebe Labfermente enthält.